# Pocsaj
Pocsaj is een plaats (nagyközség) en gemeente in het Hongaarse comitaat Hajdú-Bihar. Pocsaj telt 2727 inwoners (2001).